# Dan Maloney
Pour les articles homonymes, voir Maloney.
Daniel Charles Maloney, dit Dan Maloney, né le 24 septembre 1950 à Barrie en Ontario et mort le 19 novembre 2018, est un joueur canadien de hockey sur glace de la Ligue nationale de hockey.

## Carrière
Après avoir évolué dans l'association de hockey de l'Ontario avec les Knights de London, Dan Maloney va rejoindre les rangs de la LNH en 1970 avec les Black Hawks de Chicago de 1970 à 1973.
Il s'engage en 1973 avec les Kings de Los Angeles pour y jouer jusqu'en 1975.
Il arrive ensuite aux Red Wings de Détroit qu'il quittera en 1977 pour terminer sa carrière aux Maple Leafs de Toronto en 1982.
Il marquera 451 points (192 buts et 259 passes) en 737 matchs de LNH.
Dan Maloney meurt le 19 novembre 2018 à 68 ans.

## Statistiques
| Saison     | Équipe                 | Ligue         |     | Saison régulière | Saison régulière | Saison régulière | Saison régulière | Saison régulière |   | Séries éliminatoires | Séries éliminatoires | Séries éliminatoires | Séries éliminatoires | Séries éliminatoires |
| Saison     | Équipe                 | Ligue         | PJ  | B                | A                | Pts              | Pun              | PJ               | B | A                    | Pts                  | Pun                  |                      |                      |
| 1967-1968  | Markham Seal-A-Wax     | MJBHL[Quoi ?] |     |                  |                  |                  |                  |                  |   |                      |                      |                      |                      |                      |
| 1968-1969  | Knights de London      | AHO           | 53  | 12               | 28               | 40               | 62               | -                | - | -                    | -                    | -                    |                      |                      |
| 1969-1970  | Knights de London      | AHO           | 54  | 31               | 35               | 66               | 232              | -                | - | -                    | -                    | -                    |                      |                      |
| 1970-1971  | Black Hawks de Chicago | LNH           | 74  | 12               | 14               | 26               | 174              | 10               | 0 | 1                    | 1                    | 8                    |                      |                      |
| 1971-1972  | Black Hawks de Dallas  | LCH           | 72  | 25               | 45               | 70               | 161              | 12               | 4 | 5                    | 9                    | 44                   |                      |                      |
| 1972-1973  | Black Hawks de Chicago | LNH           | 57  | 13               | 17               | 30               | 63               | -                | - | -                    | -                    | -                    |                      |                      |
| 1972-1973  | Kings de Los Angeles   | LNH           | 14  | 4                | 7                | 11               | 18               | -                | - | -                    | -                    | -                    |                      |                      |
| 1973-1974  | Kings de Los Angeles   | LNH           | 65  | 15               | 17               | 32               | 113              | 5                | 0 | 0                    | 0                    | 2                    |                      |                      |
| 1974-1975  | Kings de Los Angeles   | LNH           | 80  | 27               | 39               | 66               | 165              | 3                | 0 | 0                    | 0                    | 2                    |                      |                      |
| 1975-1976  | Red Wings de Détroit   | LNH           | 77  | 27               | 39               | 66               | 203              | -                | - | -                    | -                    | -                    |                      |                      |
| 1976-1977  | Red Wings de Détroit   | LNH           | 34  | 13               | 13               | 26               | 64               | -                | - | -                    | -                    | -                    |                      |                      |
| 1977-1978  | Red Wings de Détroit   | LNH           | 66  | 16               | 29               | 45               | 151              | -                | - | -                    | -                    | -                    |                      |                      |
| 1977-1978  | Maple Leafs de Toronto | LNH           | 13  | 3                | 4                | 7                | 25               | 13               | 1 | 3                    | 4                    | 17                   |                      |                      |
| 1978-1979  | Maple Leafs de Toronto | LNH           | 77  | 17               | 36               | 53               | 157              | 6                | 3 | 3                    | 6                    | 2                    |                      |                      |
| 1979-1980  | Maple Leafs de Toronto | LNH           | 71  | 17               | 16               | 33               | 102              | -                | - | -                    | -                    | -                    |                      |                      |
| 1980-1981  | Maple Leafs de Toronto | LNH           | 65  | 20               | 21               | 41               | 183              | 3                | 0 | 0                    | 0                    | 4                    |                      |                      |
| 1981-1982  | Maple Leafs de Toronto | LNH           | 44  | 8                | 7                | 15               | 71               | -                | - | -                    | -                    | -                    |                      |                      |
| Totaux LNH | Totaux LNH             | Totaux LNH    | 737 | 192              | 259              | 451              | 1489             | 40               | 4 | 7                    | 11                   | 35                   |                      |                      |